# District Poerovski
Het district Poerovski (Russisch: Пуровский район) is een gemeentelijk district van het Russische autonome district (okroeg) Jamalië binnen de oblast Tjoemen in West-Siberië. Het district is vernoemd naar de rivier de Poer, die er midden doorheen stroomt. Binnen het district wonen iets meer dan 200.000 mensen, waarvan ongeveer een kwart bestuurlijk onder het district valt. Het overige deel (152.773 inwoners) woont in steden onder directe jurisdictie van Jamalië (tussen haakjes het aantal inwoners in 2002): Nojabrsk (96.440), Moeravlenko (35.926) en Goebkinski (20.407). Het district is na de districten Tazovski en Jamalski het grootste van Jamalië. Het district meet van noord naar zuid meer dan 600 kilometer en heeft een grenslijn van 530 kilometer met het autonome district Chanto-Mansië ten zuiden ervan. Qua oppervlakte is Poerovski het derde district naar oppervlakte van Jamalië na het district Jamalski en het district Tazovski. Het district is ongeveer even groot als IJsland.
Het district werd geformeerd op 7 januari 1932 als onderdeel van het nationale district van de Jamal-Nenetsen, dat later gewijzigd werd in het huidige autonome district. Sinds 1934 is Tarko-Sale het bestuurlijk centrum. Tot de jaren 60 werd het gebied, met uitzondering van de aanleg van de beruchte Poolcirkelspoorlijn, nauwelijks bewoond door de Russen. Hierin kwam verandering na de vondst van de grootste aardgasvoorraden ter wereld en grote aardolievelden, waardoor de bevolking in een rap tempo steeg en steden, spoorlijnen en wegen uit de grond verrezen. 90% van de aardolie en 50% van het aardgas van Jamalië wordt gewonnen in het district.
De oorspronkelijke bevolking, die ongeveer 4000 personen omvat binnen het district, werkt vooral in rendierhouderijen, pelsdierhouderijen, de jacht (vooral poolvossen, vossen, sabelmarters, muskusratten en eekhoorns) en visserij. Het gebied telt meer dan 30.000 rendieren en ongeveer 1000 pelsdieren.

## Plaatsen
Tot het district behoren de volgende plaatsen:

### gorodskoje poselenieje(27.846 inwoners)
- Tarko-Sale (stad en bestuurlijk centrum)
- Oerengoj (pgt)

### selskoje poselenieje(19.821 inwoners)
- Chaljasavej (selo)
- Chanymej (posjolok)
- Charampoer (derevnya; dorp)
- Poerovsk (posjolok)
- Poerpe (posjolok)
- Samburg (selo)
- Syvdarma (posjolok) (onderdeel van selskoje poselenieje Poerovsk)

## Etniciteit
Bij de laatste Sovjetvolkstelling van 1989 bleken de volgende etniciteiten binnen het district het meest vertegenwoordigd:
- Russen: iets minder dan 60%
- Oekraïners: 16,7%
- Wolga-Tataren: 4,5%
- Nenetsen: 4,1%
- Wit-Russen: 3,4%
- Chanten: 0,4%